# Stefan Winges
Stefan Winges (* 17. Juli 1957 in Rheydt) ist ein deutscher Autor von Kriminalromanen und Hörspielen.

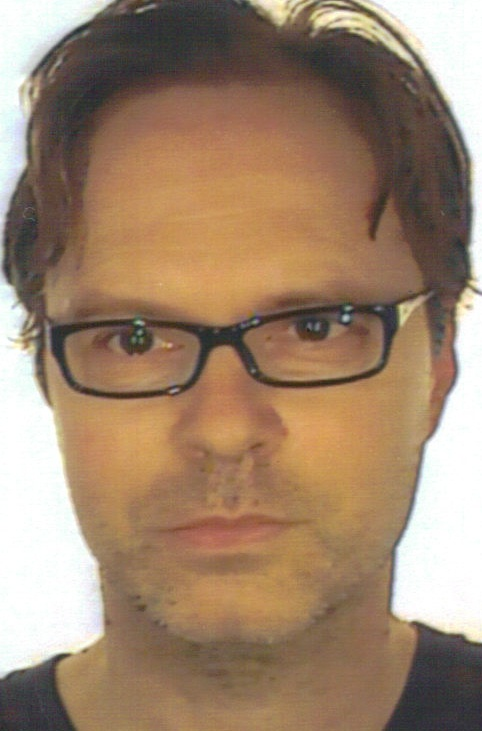
Stefan Winges

## Leben
Winges studierte Philosophie, Germanistik und Komparatistik in Bonn. Er ist als Antiquar und Lehrer für Kung-Fu tätig und lebt als freier Autor in Köln.
Der Roman Honolulu Baby erschien 2002 in der Köln-Krimi-Reihe des Emons Verlags und wurde 2003 für den Friedrich-Glauser-Preis nominiert. Daneben schrieb Winges zwei Romane um Sherlock Holmes, in denen es diesen an den Rhein verschlägt: Der vierte König und Tod auf dem Rhein. Hauptfigur seiner Romane Ein Drei-Tassen-Problem, Mord im Afrika-Klub und Süßes Alibi ist Marius van Larken, ein in Köln angesiedelter Zeitgenosse und Pendant des Londoner Meisterdetektives. 
Ein Drei-Tassen-Problem war ursprünglich als Hörspiel konzipiert und wurde Ende 2008 vom WDR gesendet.
Stefan Winges ist Mitglied des Köln-Düsseldorfer Kriminalkomitees.

## Werke
- Der vierte König. Ein Fall für Sherlock Holmes (Roman, Emons Verlag, 2000) ISBN 3-89705-201-6
- Honolulu Baby (Roman, Emons Verlag, 2002) ISBN 3-89705-256-3
- Tod auf dem Rhein. Ein Fall für Sherlock Holmes (Roman, Emons Verlag, 2004) ISBN 3-89705-318-7
- Der geizige Erbe. In: Wolfgang Kemmer (Hg.): Happy Birthday, Mister Holmes! Neue Fälle für den Meisterdetektiv (Erzählung, 2007)
- Ein Drei-Tassen-Problem (Hörspiel, WDR 2008)
- Ein Drei-Tassen-Problem (Roman, Emons Verlag, 2010) ISBN 978-3-89705-774-6
- Mord im Afrika-Klub (Roman, Emons Verlag, 2010) ISBN 978-3-89705-775-3
- Süßes Alibi (Roman, Emons Verlag, 2011) ISBN 978-3897058705
- Ehrenfeld-Blues (Roman, Emons Verlag, 2016) ISBN 978-3-7408-0008-6
- Weiße Eifel (Roman, Emons Verlag, 2018) ISBN 978-3-7408-0459-6